# 细瘦獐牙菜
细瘦獐牙菜（学名：Swertia tenuis）为龙胆科獐牙菜属下的一个种。

## 扩展阅读
- 維基物種上的相關：细瘦獐牙菜